# Леверкузенский мост
Леверкузенский мост (нем. Leverkusener Brücke) — автодорожный вантовый мост через Рейн, соединяющий район Кёльна Меркених с районом Леверкузена Висдорф (федеральная земля Северный Рейн-Вестфалия,Германия). По мосту проходит автобан № 1, поэтому мост также часто называют Leverkusener Autobahnbrücke. Через мост ежедневно проезжает 111 900 автомобилей (по данным 2017 года). Мост является частью северного участка кёльнской окружной автомагистрали (de:Kölner Autobahnring).
Выше по течению находится Мюльхаймский мост, ниже — Мост Флее.

## История
Моста построен в 1961—1965 гг. по проекту инженеров Х. Шумана и Х. Хомберга консорциумом компаний Aug. Klönne, MAN Werk Gustavsburg, Hein Lehmann AG, Krupp Maschinen- und Stahlbau Rheinhausen и Stahlbau Humboldt AG. Открытие моста состоялось  5 июля 1965 года.
Несмотря на то, что через мост проходит оживленная автомагистраль, движение грузового транспорта по нему запрещено с 2012 (по ряду данных - с 2014) года. Ежегодно тысячи водителей-дальнобойщиков ошибочно выезжают на участок автобана А1, ведущий к мосту, что приводит к наложению на них штрафов.

## Конструкция
Вантовый мост системы «арфа». Схема пролётов — 97,40 + 106,26 + 280,00 + 106,26 + 97,4 м. Общая длина моста составляет 687,32 м, ширина — 37,1 м.
Балка жесткости моста коробчатого сечения. Верхний ее пояс, являющийся одновременно проезжей частью, выполнен в виде стальной ортотропной плиты с большими поперечными консольными выносами. Стальной пилон имеет высоту 46,1 м. Несущие кабели — шестигранного сечения, состоящие из 19 канатов закрытого типа, проходят по пилону на высоте 17,5 и 39,5 м. Максимальные усилия в верхних двух кабелях достигают 5563 т, а в нижних — 3473 т.
Пилоны моста имеют по фасаду постоянную ширину 3 м, а в поперечном направлении они слегка расширяются кверху. Это позволило без увеличения поперечной ширины моста удобно закрепить ванты в пилоне.
Мост предназначен для движения автотранспорта, велосипедистов и пешеходов. Проезжая часть включает в себя 6 полос для движения автотранспорта. Покрытие проезжей части и тротуаров — асфальтобетон. Перильное ограждение металлическое простого рисунка.